# 喬治斯米爾斯 (新罕布什爾州)
喬治米爾斯（英語：Georges Mills）是位於美國新罕布什爾州沙利文縣的非建制地區。

## 歷史
喬治斯米爾斯的郵局自1849年營運至今。

## 地理
喬治米爾斯所處的海拔為高於海平面347米（即1138英呎），而該地所採用的時區為UTC-5，即北美东部时区（EST）。同時該地設有夏令時間，為UTC-5調快一小時，即UTC-4（EDT）。